# بنجامين بورسيل
بنجامين بورسيل هو عسكري وسياسي أمريكي، ولد في 14 فبراير 1928 في كلاركسفيل في الولايات المتحدة، وتوفي بنفس المكان في 2 أبريل 2013. نشط حزبياً في الحزب الديمقراطي. وقد انتخب عضو مجلس نواب جورجيا ‏.